# یکمین جشنواره فیلم یوکوهاما
یکمین جشنوارهٔ فیلم یوکوهاما (به ژاپنی: 第1回ヨコハマ映画祭) نخستین دورهٔ جشنواره فیلم یوکوهاما است که در تاریخ ۳ فوریه ۱۹۸۰ میلادی در شهر تسورومی ژاپن برگزار شد.

## جوایز
- بهترین فیلم: Taiyō o Nusunda Otoko[۲]
- بهترین بازیگر جدید مرد: Yuji Honma – Jūkyūsai no Chizu
- بهترین بازیگر نقش اول مرد: کن اوگاتا – Vengeance Is Mine
- بهترین بازیگر نقش اول زن: یوکی میزوهارا – Angel Guts: Red Classroom
- بهترین بازیگر جدید زن: میوکی ماتسودا – Kindaichi Kosuke no boken
- بهترین بازیگر نقش مکمل مرد: کیزو کانیه – Angel Guts: Red Classroom, Jukyusai no chizu
- بهترین بازیگر نقش مکمل زن: Ako –  Akai kami no onna ,  Nureta shumatsu
- بهترین کارگردان:
  - کازوهیکو هاسه‌گاوا – Taiyō o Nusunda Otoko
  - چوسی سونه – Angel Guts: Red Classroom
- بهترین کارگردان جدید: میتسو یاناگیماچی – Jūkyūsai no Chizu
- بهترین فیلمنامه: Masaru Baba – Vengeance Is Mine
- بهترین فیلمبرداری: Seizō Sengen –  Yomigaeru kinrō , Hakuchyu no shikaku
- جایزهٔ ویژه:
  - جونکو میاشیتا (Career)
  - Shinya Yamamoto (Career)